# جون غريفيث
جون غريفيث (بالإنجليزية: June Griffith) هي عداءة سريعة غيانية، ولدت في 16 يونيو 1957 في جورج تاون في غيانا.

## وصلات خارجية
- جون غريفيث على موقع الاتحاد الدولي لألعاب القوى (الإنجليزية)
- جون غريفيث على موقع أوليمبيديا (الإنجليزية)